# Сунгач (станция)
Сунга́ч — железнодорожная станция Владивостокского отделения Дальневосточной железной дороги. Расположена в Спасском районе Приморского края. Электрифицирована.
Находится на главном ходе Транссиба, между станциями ДВЖД Ружино и Спасск-Дальний.
Расстояние до станции Спасск-Дальний (на юг) около 47 км.